# José Tadeu Ribeiro
José Tadeu Ribeiro (Três Corações, 1 de agosto de 1953) é um fotógrafo de cinema e televisão brasileiro.

## Juventude
Na juventude, José Tadeu vinha ao Rio de Janeiro frequentemente acompanhado do pai, que era ligado ao ramo do café. Contrariando o desejo de sua família para que estudasse Agronomia, entrou para o curso de jornalismo na UFMG, em 1969.
Na universidade, travou contato com o fotojornalismo, começando a trabalhar como fotógrafo para revistas e jornais locais; em seguida trabalhando para o jornal Estado de Minas.

## Início de carreira
O contato com o cinema se deu através de Lucila Avelar, sua prima, que na época trabalhava na Cinemateca Brasileira, no Museu de Arte Moderna do Rio de Janeiro.
Em 1976, ela lhe apresenta Lauro Escorel, que o convida para ser segundo assistente de fotografia no longa metragem Lúcio Flávio, de Hector Babenco. Ele muda definitivamente para o Rio de Janeiro, iniciando carreira como assistente de fotografia em filmes como Bye Bye Brasil e Eles não usam Black Tie.

## Cinefilmes
Seu primeiro filme como diretor de fotografia foi Nunca Fomos tão Felizes, em 1984, de Murilo Salles, em que ganha o prêmio de melhor fotografia no Festival de Gramado. No mesmo ano, dirige a fotografia do longa-metragem Noites do Sertão e ganha o prêmio de melhor direção de fotografia no Festival de Brasília.
Em 1985, começa a trabalhar no filme Brás Cubas, de Júlio Bressane, diretor com o qual José Tadeu realizou mais filmes. Nos anos seguintes, dirige a fotografia de vários filmes, trabalhando com Fábio Barreto, Murilo Salles, Neville de Almeida, Cacá Diegues e Bruno Barreto. No início da década de 90, fecha a Cinefilmes, por conta da crise do cinema brasileiro.

## Década de 90
Começa a trabalhar em comerciais e na área de publicidade. Com a retomada do Cinema Brasileiro, volta a fotografar filmes para o cinema, como Menino Maluquinho, O Mandarim e Miramar. Inicia sua carreira na televisão com Daniel Filho, fazendo alguns trabalhos para a TV Globo, como a série "Mulher", de 1997.

## Atualidade
Em 2001, dirige a fotografia de Os Maias, minissérie da TV Globo dirigida por Luiz Fernando Carvalho. No mesmo ano, fotografa os filmes Copacabana, de Carla Camurati e “Dias de Nietzsche em Turim”, de Júlio Bressane. Em 2002, fotografa Avassaladoras, de Mara Mourão e a novela Esperança, de Luiz Fernando Carvalho.[carece de fontes?]
Em 2006, com o mesmo diretor, faz a fotografia de Hoje é dia de Maria, marcando um de seus mais conceituados trabalhos.
Segue fotografando minisséries e novelas para a TV Globo em parceria com Wolf Maya, José Alvarenga Jr. e Luiz Fernando Carvalho. Um dos seus mais recentes trabalhos foi a novela Meu Pedacinho de Chão.

## Filmografia[9]

### Longa-metragem
- 1982 - Nunca fomos tão felizes
- 1983 - Noites do Sertão, O Cavalinho Azul
- 1984 - O Rei do Rio, Os Trapalhões no Reino da Fantasia
- 1985 - Brás Cubas, Sonho sem Fim, A Cor do seu Destino
- 1986 - Besame Mucho, Luzia homem
- 1988 - Faca de Dois Gumes
- 1987 - Romance da Empregada
- 1988 - O Escorpião Escarlate
- 1989 - Os Sermões do padre Antonio Vieira
- 1990 - A Grande Arte (parte)
- 1991 - Isadora Duncan, O Menino Maluquinho
- 1995 - Mandarim
- 1996 - Miramar
- 1996 - Alô
- 1997 - Amor e Cia
- 1998 - São Geronimo
- 2000 - Minha vida em suas mãos, Copacabana, Dias de Nietzsche em Turim
- 2001 - Avassaladoras, Uma onda no ar, São Francisco - Um Rio Cheio de História
- 2002 - Concerto Campestre
- 2004 - Sexo, Amor e Traição

### Curta-metragens
- 1979 - Madrugada
- 1981 - No Mundo da Lua
- 1986 - Garganta
- 1986 - Tim Maia
- 1986 - Histórias da Rocinha
- 1986 - SOS Brunet
- 1987 - Salvar o Brasil
- 1989 - Trancado por Dentro

### Minisséries e telenovelas
- 1996 - Madona de Cedro
- 1997 - A Justiceira
- 1988 - Mulher (primeira parte)
- 1991 - Mulher (segunda parte)
- 2000 - Os Maias
- 2002 - Um Só Coração
- 2004 - Senhora Do Destino
- 2004 - Hoje é dia de Maria
- 2005 - Hoje é dia de Maria (parte 2)
- 2006 - A Pedra do Reino
- 2009 - Tudo Novo de Novo
- 2010 - Tempos Modernos
- 2011 - Fina Estampa
- 2014 - Meu Pedacinho de Chão
- 2018 - Belaventura